# StEG II 621–651
Die StEG II 621–651 bildeten eine Tenderlokomotivreihe der Staats-Eisenbahn-Gesellschaft (StEG), einer privaten Eisenbahngesellschaft Österreich-Ungarns.
Die StEG beschaffte für den Verschub 31 Stück dieser Tenderlokomotiven von 1875 bis 1886 bei der eigenen Fabrik (die ersten beiden Maschinen wurden von der Hauptwerkstätte der StEG in Simmering gebaut) und bezeichnete sie zunächst als Reihe IVd mit den Bahnnummern 621–651.
Als 1891 die in Ungarn gelegenen Strecken verstaatlicht wurden, kamen 16 Stück zur MÁV, die sie zunächst als TIIIa 3201–3216, dann 3901–3916, darüber hinaus als 3961–3976 und schließlich als Reihe 369 einordnete.
Zwei dieser ungarischen Maschinen kamen nach dem Ersten Weltkrieg zur ČSD, die ihnen die Bezeichnung 311.501–502 gab.
Die in Österreich verbliebenen 15 Exemplare bezeichnete die StEG ab 1897 als 3001–3015.
Nach der Verstaatlichung der österreichischen Strecken, reihte die kkStB sie als 393.01–15 ein.
Die BBÖ übernahm alle 15 Maschinen nach dem Ersten Weltkrieg und musterte sie bis 1935 aus.
Drei Loks wurden verkauft; sie kamen zur Zuckerfabrik Tulln, zur Alpine Montan und zur Zuckerfabrik Hohenau.